# Alatina alata
Alatina alata is een tropische kubuskwal uit de familie Alatinidae. De kwal komt uit het geslacht Alatina. Alatina alata werd in 1830 voor het eerst wetenschappelijk beschreven door Reynaud. 